# Orejón (fortificación)

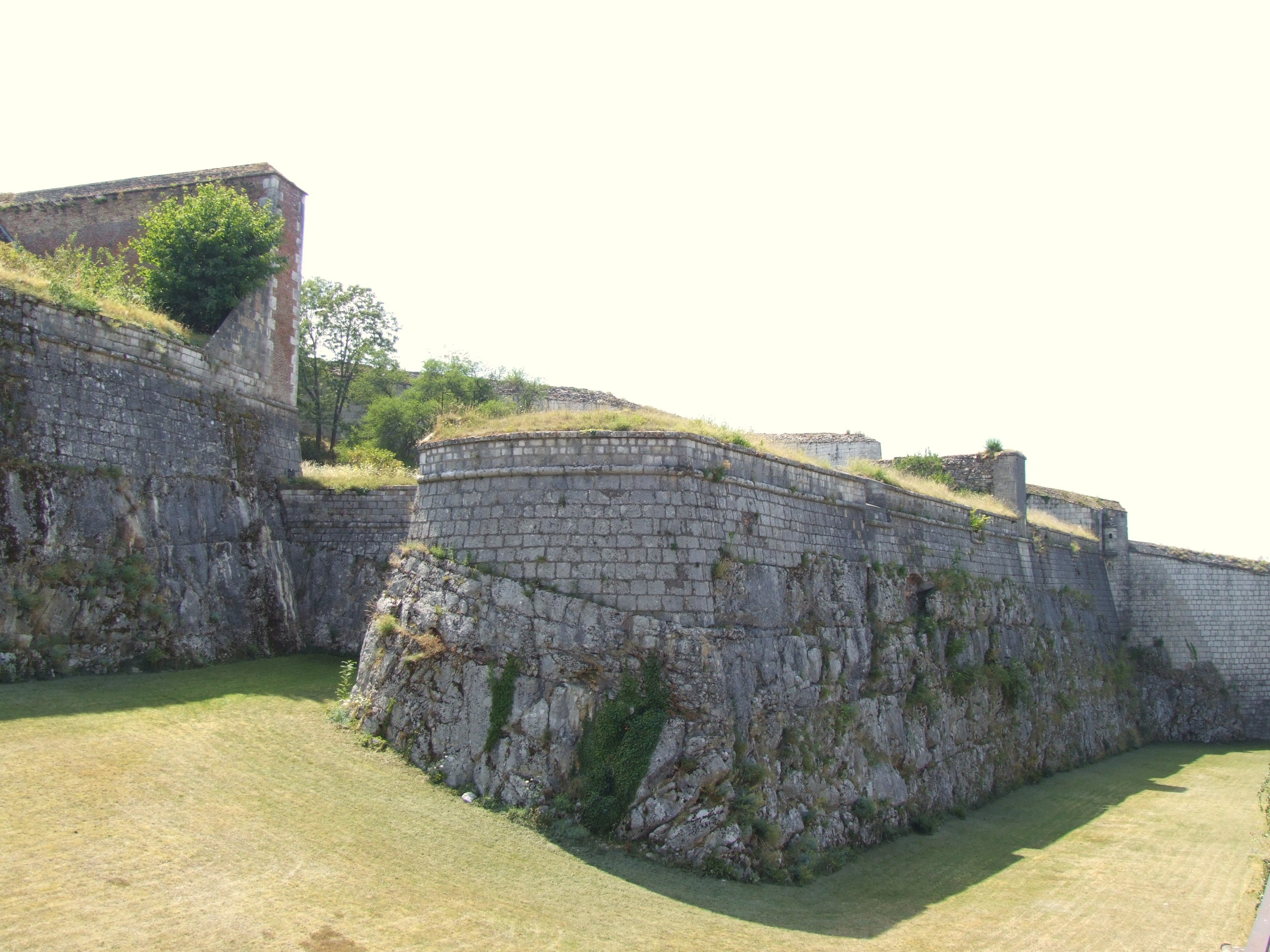
Orejón de la ciudadela de Besanzón.

Orejón (francés oreillon) designaba en los frentes abaluartados a unos refuerzos del ángulo de la espalda de los baluartes que sobresaliendo con respecto al flanco tenían por objeto su protección.
Según Promis, la  introducción de los orejones en los primitivos baluartes obedeció a una reminiscencia de las torres,  al verificarse el tránsito de la fortificación antigua a la moderna. puesto que los grandes orejones de algunos antiguos trazados abaluartados recuerdan la forma de las torres de la Edad Media.
En los frentes del sistema italiano se encuentran aplicados, por primera vez, los orejones que ocupan los 2/3 de la longitud de los flancos y presentan la forma redondeada que por lo general conservan.
Jean Errard de Bar-le-Duc, autor del tratado que lleva el título de la Fortification demontré et réducte en art (1594), aplicó a la fortificación francesa los orejones italianos, disposición que imitó Deville, ingeniero de Luis XIII y autor de un tratado mixto español-italiano.
El conde de Pagan, a mediados del siglo XVII, adoptó también los orejones en su sistema, pero los formó no adelantándolos a los flancos, sino retirando la línea de estos, y quedando los orejones con la traza rectilínea que tenía el ángulo de espalda. 
Vauban en su primer sistema los conservó, aunque redujo sus dimensiones, dándoles forma circular, y siguiendo el sistema de Pagan, no los adelantó, sino que retrasó los flancos; prescindiendo de ellos cuando al final de su carrera inventó las grandes medias lunas que cubrían mucho mejor los flancos de los baluartes.